# Scambophyllum sanguinolentum
Scambophyllum sanguinolentum is een rechtvleugelig insect uit de familie sabelsprinkhanen (Tettigoniidae). De wetenschappelijke naam van deze soort is voor het eerst geldig gepubliceerd in 1848 door Westwood.